# Massif de Thuringe-Franconie
Le massif de Thuringe-Franconie est un ensemble de moyenne montagne et une région naturelle (en) en Allemagne. C'est un massif ancien lié à l'orogenèse hercynienne et faisant partie de la chaîne varisque.
Il est composé des divisions suivantes :
- piémont méridional de la forêt de Thuringe :
  - plateau de Schalkau,
  - piémont de Hildburghausen,
  - piémont de Schleusingen ;
- forêt de Thuringe ;
- monts de Thuringe-Franconie :
  - forêt de Franconie,
  - monts de Thuringe ;
- plateau de Münchberg ;
- Haut Fichtelgebirge ;
- plateau de Selb-Wunsiedel ;
- dépression de Naab-Wondreb ;
- une partie du Vogtland (du point de vue géologique).